# Motyle są wolne
Motyle są wolne – amerykańska komedia romantyczna z 1972 roku zrealizowana na podstawie sztuki Leonarda Gershe'a.

## Obsada
- Goldie Hawn – Jill
- Edward Albert – Don Baker
- Eileen Heckart – Pani Baker
- Paul Michael Glaser – Ralph
- Michael Warren – Roy

## Nagrody i nominacje
45. ceremonia wręczenia Oscarów
- Najlepsza aktorka drugoplanowa – Eileen Heckart
- Najlepsze zdjęcia – Charles Lang (nominacja)
- Najlepszy dźwięk – Arthur Piantadosi, Charles T. Knight (nominacja)

30. ceremonia wręczenia Złotych Globów
- Odkrycie roku – aktor – Edward Albert
- Najlepsza komedia/musical (nominacja)
- Najlepszy aktor w komedii/musicalu – Edward Albert (nominacja)
- Najlepsza aktorka w komedii/musicalu – Goldie Hawn (nominacja)
- Najlepsza piosenka – Carry Me – muz. Bob Alcivar; sł. Randy McNeill (nominacja)